# الإطاحة بالنظام الملكي الروماني
الإطاحة بالنظام الملكي الروماني هي ثورة سياسية في روما القديمة، نحو عام 509 قبل الميلاد، أسفرت عن طرد آخر ملوك روما، لوسيوس تاركوينيوس سوبيربوس، وإنشاء الجمهورية الرومانية.
تشير التواريخ الرومانية شبه الأسطورية إلى أنه بينما كان الملك بعيدًا في حملة عسكرية، اغتصب ابنه سيكستوس تاركوينيوس سيدة نبيلة تدعى لوكريشا. بعد ذلك كشفت لوكريشا الجريمة للعديد من النبلاء الرومان، ثم انتحرت. حصل النبلاء الرومان، بقيادة لوشيوس جونيوس بروتوس، على دعم الطبقة الأرستقراطية الرومانية والشعب لطرد الملك وعائلته وإقامة جمهورية. دعم الجيش الروماني بروتوس، وطرد الملك إلى المنفى. لكن لوكيوس تاركوينيوس سوبربوس حاول عدة مرات إعادة النظام الملكي، أنشأ المواطنون جمهورية ثم انتخبوا قنصلين سنويًا لحكم المدينة.

## الخلفية: المملكة
أكد التاريخ الروماني أن ملوك روما السبعة قد حكموا منذ تأسيس المدينة عام 753 قبل الميلاد على يد رومولوس حتى عهد تاركوينيوس. شكك المؤرخون الحديثون في دقة هذا الحساب، لكنهم قبلوا وجود نظام ملكي، وأن أخر ملوكه تاركوينيوس طُرد عند تأسيس الجمهورية في أواخر القرن السادس قبل الميلاد.
تاركوينيوس هو ابن الملك الخامس لوكيوس تاركوينيوس بريسكوس، ونحو عام 535 قبل الميلاد رتب تاركوينيوس مع زوجته توليا مينور قتل أبيها الملك سيرفيوس توليوس، ليصبح تاركوينيوس الملك مكانه.
على الرغم من الانتصارات العسكرية المختلفة، قلت شعبية تاركوينيوس كثيرًا. فبعد أن رفض دفن سلفه، أعدم عددًا من أعضاء مجلس الشيوخ البارزين الذين اشتبه في بقائهم موالين لسيرفيوس (أحدهم كان شقيق لوشيوس جونيوس بروتوس). وبسبب عدم استبدال أعضاء مجلس الشيوخ القتلى، وعدم استشارة مجلس الشيوخ في جميع شؤون الحكومة، فقد قلل من حجم وسلطة مجلس الشيوخ. وفي خرق آخر للتقاليد، حكم في قضايا جنائية كبرى دون مشورة مستشارين، ما خلق الخوف بين أولئك الذين قد يفكرون في معارضته. وتورط بخيانة الحلفاء اللاتينيين.

## اغتصاب لوكريشا
نحو عام 510 قبل الميلاد، دخل تاركوينيوس حربًا مع شعب روتولي، ووفقًا للمؤرخ ليفي كان شعب روتولي آنذاك شعبًا ثريًا، وكان
تاركوينيوس يسعى إلى الحصول على الغنائم التي سيجنيها بعد النصر على شعب روتولي، لتهدئة غضب رعاياه.
حاول تاركوينيوس دون جدوى الاستيلاء على العاصمة أرديا الروتولية عن طريق الهجوم، وبعد ذلك فرض حصارًا واسع النطاق على المدينة.
أُرسل سيكستوس تاركوينيوس، ابن الملك، في مهمة عسكرية إلى كولاتيا. استُقبل سيكستوس بحفاوة كبيرة في قصر الحاكم، موطن لوسيوس تاركوينيوس كولاتينوس، ابن أحد أبناء شقيق الملك، أرونز تاركوينيوس، الحاكم السابق لكولاتيا، وأول حاكم من أسرة تاركويني كولاتيني، حرصت زوجة لوسيوس، لوكريشا، ابنة سبوربوس لوكريتيوس، حاكم روما، على أن يُعامل ابن الملك حسب رتبته، على الرغم من أن زوجها كان بعيدًا في الحصار.
في نسخة مختلفة من القصة، كان سيكستوس ولوسيوس في حفلة خمور، يناقشان فضائل الزوجات، عندما تطوع لوسيوس لحسم الجدل بأخذ الجميع إلى منزله ليروا ما كانت تفعله لوكريشا، التي كانت تنسج مع خادماتها. فأعلنوها المنتصرة، ودعاهم لوسيوس للزيارة، لكنهم عادوا إلى المخيم.
في الليل، دخل سيكستوس غرفة نومها خلسة، وعبر بهدوء من بين الخدم الذين كانوا ينامون عند بابها. استيقظت، عرّف عن نفسه وعرض عليها خيارين: يمكنها أن تخضع لرغباته الجنسية وتصبح زوجته وملكة في المستقبل، أو أن يقتلها وأحد عبيدها ويضع الجثتين معًا، ثم يدعي أنه قد أمسك بها تزني مع العبد. وفي الرواية البديلة، عاد سيكستوس من المخيم بعد بضعة أيام مع أحد رفاقه تلبية لدعوة كولاتينوس للزيارة وأقام في غرفة نوم للضيوف. ثم دخل غرفة لوكريشا وهي مستلقية عارية على سريرها وبدأ بغسل بطنها بالماء فاستيقظت.

## الانتفاضة
في اليوم التالي ارتدت لوكريشا ملابس سوداء وذهبت إلى منزل والدها في روما وألقت بنفسها جاثية واحتضنت ركبتيها وهي تبكي. وعندما طُلب إليها شرح موقفها أصرت على استدعاء الشهود أولًا، وبعد الكشف عن الاغتصاب، دعتهم إلى الانتقام، وهو نداء لا يمكن تجاهله، لأنها كانت تتحدث إلى رئيس قضاة روما. بينما كانوا يتجادلون، سحبت خنجرًا مخفيًا وطعنت قلبها، فماتت بين ذراعي والدها، مع رثاء النساء الحاضرات. «هذا المشهد المروع أصاب الرومان الذين كانوا حاضرين بالكثير من الرعب والتعاطف، لدرجة أنهم صرخوا جميعًا بصوت واحد أنهم يفضلون الموت ألف مرة دفاعًا عن حريتهم على معاناة مثل هذه الاعتداءات التي يرتكبها الطغاة».
في الرواية البديلة، استدعت لوكريشا كلًا من لوشيوس جونيوس بروتوس حفيد الملك الخامس في روما، تاركونيوس بريسكوس، إلى جانب والدها سبوريوس لوكريتيوس تريسيبيتينوس، ومعه بوبليوس فاليريوس بابليكولا، وزوجها لوسيوس تاركوينيوس كولاتينوس (قريب تاركونيوس بريسكوس) إلى كولاتيا بعد اغتصابها.
انتحرت لوكريشا بطعن نفسها بخنجر بعد إخبار الجميع بما أصابها، معتقدة أن اغتصابها أضر بشرف عائلتها. وفقًا للأسطورة، انتزع بروتوس الخنجر من صدر لوكريشا بعد وفاتها وصرخ على الفور مطالبًا بإسقاط تاركونيوس.
جمع الرجال الأربعة شباب كولاتيا، ثم ذهبوا إلى روما، وكان بروتوس الأطربون في ذلك الوقت، فدعا الناس إلى المنتدى وحثهم على الانتفاض ضد الملك. صوّت الشعب لإقالة الملك، ونفي العائلة المالكة.
استدعى بروتوس جمعية الكوريات (التجمعات الرئيسية)، وهي منظمة من العائلات الأرستقراطية تُستخدم أساسًا للتصديق على مراسيم الملك، وبدأ يخطب فيهم في واحدة من أكثر الخطب شهرة وفعالية في روما القديمة. بدأ بالكشف عن أن تصرفه كأحمق كان مجرد خدعة لحمايته من الملك الشرير. ووجه عددًا من التهم ضد الملك وعائلته: الغضب مما حدث للوكريشا، التي يمكن للجميع رؤيتها على المنصة، واستبداد الملك، والعمل القسري لعامة الشعب في الخنادق والمجاري في روما. وأشار إلى أن سوبربوس قد حكم عبر قتله لسيرفيوس توليوس، والد زوجته، الذي كان قريبًا لآخر ملك لروما. لقد «استدعى الآلهة رسميًا لينتقموا للآباء المقتولين». كانت زوجة الملك، توليا، في الواقع في روما وربما كانت شاهدة على الإجراءات من قصرها بالقرب من المنتدى. عندما رأت نفسها هدفًا لكثير من العداء فرت من القصر خوفًا على حياتها وتوجهت إلى المخيم في أرديا.

افتتح بروتوس جدلًا حول شكل الحكومة التي يجب أن تكون لروما؛ كان هناك العديد من المتحدثين (جميعهم بطارقة أو نبلاء). باختصار، اقترح إبعاد تاركونيوس من أراضي روما وتعيين ملكية تناوبية لتسمية قضاة جدد وإجراء انتخابات للتصديق. واتخذوا قرارًا بشأن شكل حكومي جمهوري مع وجود قنصلين بدلًا من الملك الذي ينفذ إرادة مجلس الشيوخ البطارقي. كان هذا تدبيرًا مؤقتًا حتى يتمكنوا من النظر إلى التفاصيل بعناية أكبر. تخلى بروتوس عن حقه في العرش. في السنوات اللاحقة، قُسمت سلطات الملك بين مختلف الحكام المنتخبين. جلب التصويت الأخير للمجلس الدستور المؤقت. وانتُخب سبوربوس لوكريتيوس بسرعة للملكية التناوبية (كان حاكمًا للمدينة مسبقًا). واقترح بروتوس وكولاتينوس كأول قنصلين ووافق المجلس على هذا الاختيار. وفي سبيل الحصول على موافقة عامة السكان، عرضوا جسد لوكريشا في الشوارع، واستدعوا الناس إلى التجمع القانوني في المنتدى. بمجرد وصولهم، سمعوا خطابًا آخر من بروتوس. بدأه: 
لم يحصل تاركوينيوس على السيادة وفقًا لعادات وقوانين أجدادنا، وبغض النظر عن طريقة حصوله عليها - بأي طريقة حصل عليها – فهو لم يمارسها بطريقة مشرفة أو ملكية، ولكنه تجاوز في الوقاحة والفوضى كل الطغاة الذين رآهم العالم على الإطلاق، اجتمعنا نحن البطارقة معًا وقررنا حرمانه من سلطته، وهو أمر كان يجب علينا فعله منذ فترة طويلة، لكننا نفعله الآن عندما أتيحت لنا فرصة مواتية. وقد استدعيناكم، أيها الناس، من أجل إعلان قرارنا الخاص ولنطلب مساعدتكم في تحقيق الحرية لبلدنا.
أجريت انتخابات عامة، وكان التصويت للجمهورية. كان النظام الملكي في نهايته، حتى عندما كانت جثة لوكريشا ما تزال معروضًة في المنتدى.
ترك بروتوس للوكريتيوس قيادة المدينة، وانتقل مع رجال مسلحين إلى الجيش الروماني ثم خيموا في أرديا. سمع الملك، الذي كان مع الجيش، عن التطورات في روما، وغادر المعسكر إلى المدينة قبل وصول بروتوس. استقبل الجيش بروتوس كبطل، وطُرد أبناء الملك من المعسكر. في غضون ذلك، مُنع سوبربوس تاركوينيوس من الدخول إلى روما، وفر مع عائلته إلى المنفى.